# Estação Alt-Mariendorf

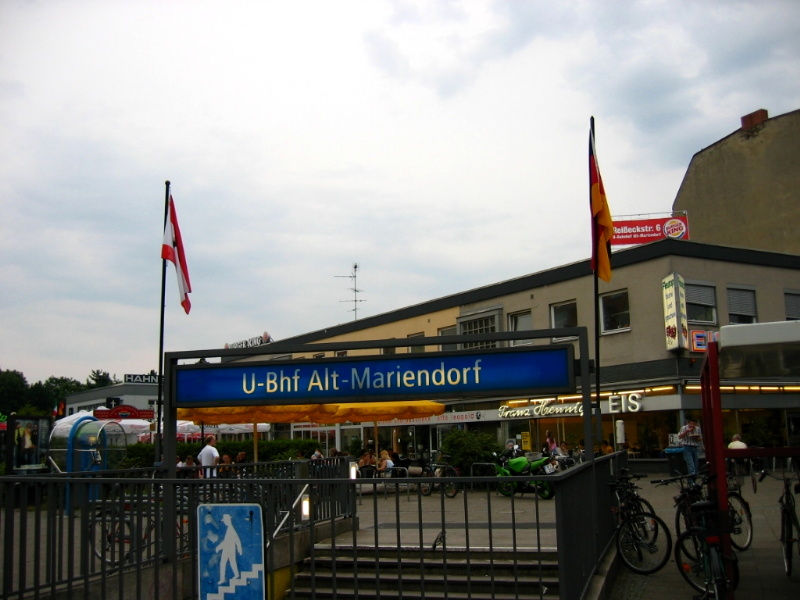

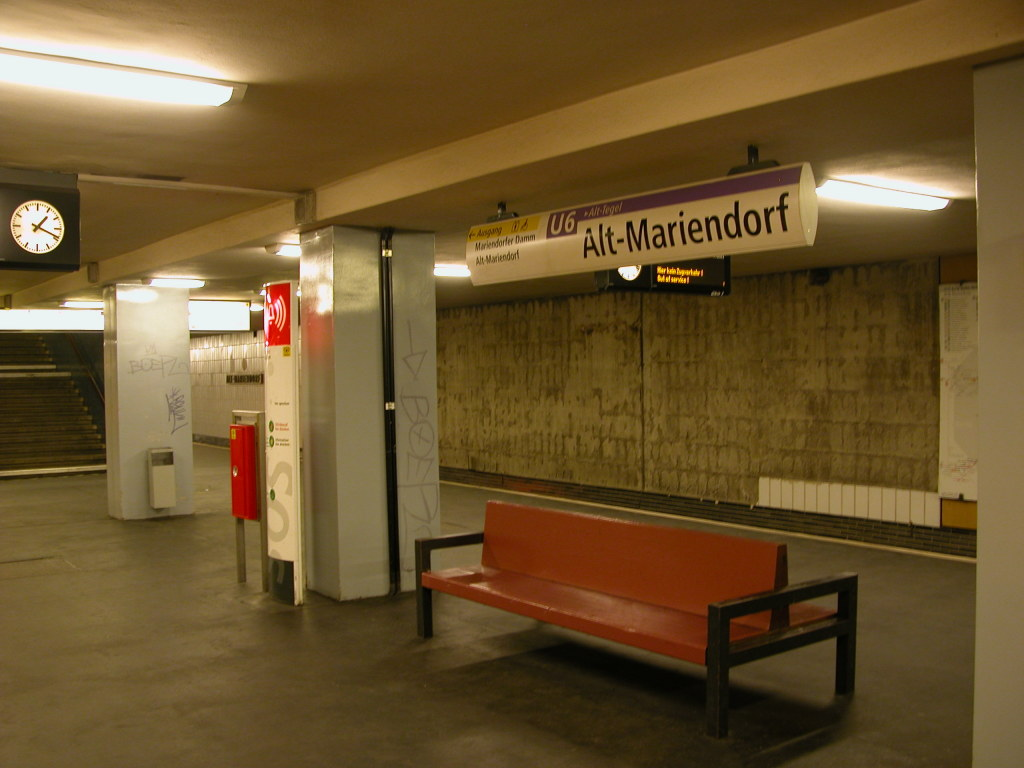

Alt-Mariendorf é uma das estações terminais da linha U6 da U-Bahn de Berlim, na Alemanha.